# 京極高備 (子爵)

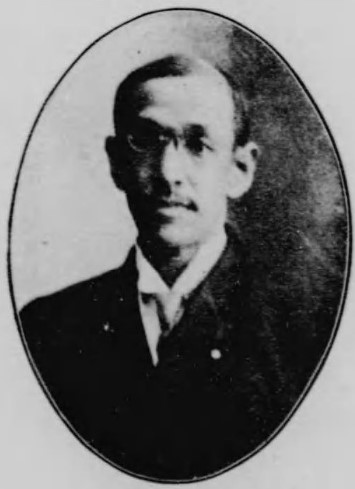
京極高備

京極 高備（きょうごく たかよし、1873年（明治6年）7月30日 - 1933年（昭和8年）10月25日）は、明治から大正期の実業家、政治家、華族。貴族院子爵議員。旧名・於菟吉。

## 経歴
旧讃岐多度津藩主・京極高典の二男として生まれる。父の死去に伴い、1906年（明治39年）1月27日、子爵を襲爵した。
1898年（明治31年）学習院高等科を卒業し、さらに同大学部を修了した。1897年（明治30年）陸軍騎兵少尉に任官し、騎兵中尉に進んだ。退役後に司法属となる。
1910年（明治43年）10月29日、貴族院子爵議員補欠選挙で当選し、研究会に所属して活動し、1925年（大正14年）7月9日まで3期在任した。

## 栄典
- 1908年（明治41年）12月26日 - 従四位[7]
- 1915年（大正4年）12月28日 - 正四位[8]

## 親族
- 妻：弘子（ひろこ、相良頼基二女）[1]
- 養子：高文（京極高徳六男、離縁）[1]
- 長女：万喜子（京極高文夫人）[1]